# Impatiens sakeriana
Impatiens sakeriana är en balsaminväxtart som beskrevs av Joseph Dalton Hooker. Impatiens sakeriana ingår i släktet balsaminer, och familjen balsaminväxter. Inga underarter finns listade i Catalogue of Life.